# Luis de Carlos Ortiz
Luis de Carlos Ortiz, né le 16 mars 1907 à Madrid et décédé le 27 mai 1994 à Madrid, fut le président du Real Madrid de 1978 à 1985.
Le successeur à son poste fut Ramón Mendoza.